# Jevgeni Sokolov (psychofysioloog)
Jevgeni Nikolajevitsj Sokolov (Russisch: Евгений Николаевич Соколов) (Nizjni Novgorod, 23 september 1920 - Moskou, 14 mei 2008) was een Russisch psychofysioloog die bekend is geworden door zijn onderzoek en publicaties over neurale mechanismen als de Oriëntatiereactie en Habituatie.
Sokolov was in de jaren 50 en jaren 60 van de twintigste eeuw verbonden aan de Staatsuniversiteit van Moskou. Hij werkte samen met bekende Russische neurobiologen, zoals L.G. Voronin, O.S. Vinogradova, A.R. Loeria en A.N. Leontjev. Hij ontdekte het principe van habituatie: dat bij herhaalde aanbieding van een bepaalde prikkel de oriëntatiereactie in sterkte afnam. Sokolov legde een verband tussen het mechanisme van habituatie en dat van de oriëntatiereactie in zijn artikel The modeling properties of the nervous system. Hierin beschreef hij de oriëntatiereactie als een informatieregulator: een cognitief mechanisme dat afwijkingen detecteert tussen een model van de omgeving dat in het langetermijngeheugen is opgeslagen, en een prikkel uit de omgeving.